# Gil Goldstein
Gil Goldstein (Baltimora, 9 novembre 1950) è un musicista statunitense.

## Biografia
L'artista americano si è formato presso il prestigioso Berklee College of Music. Durante gli studi, ha stretto amicizia con Pat Martino e Lee Konitz.
Negli anni Ottanta è entrato nell'ensemble di Gil Evans. Ha svolto, inoltre, lavori di arrangiamento per Juliette Greco e Abbey Lincoln. Ha collaborato, inoltre, con Paul Simon, Bobby McFerrin e il gruppo Manhattan Transfer.
Nel 1991 si è esibito con Miles Davis al Montreux Jazz Festival.

## Discografia

### Album in studio
Solista
- 1977 – Pure As The Rain (Chiaroscuro Records)
- 1981 – Wrapped In A Cloud (Muse Records)
- 1989 – City of Dreams (Blue Note Records)
- 1992 – Zebracoast (EAU Records)

Duo/Trio/Quartetto/Quintetto
- 1982 – Sharing (con Eric Kloss)
- 1983 – Smokin' (con Billy Cobham)
- 1990 – West Side Story (Today) (con Dave Liebman)
- 1993 – Elements Vol. I e II (con David Mann, Mark Egan e Danny Gottlieb)
- 1993 – New Cinema Paradise (con Kenny Barron, Bill Mays e Steve Kuhn)
- 1993 – Infinite Love (con Romero Lubambo)
- 1997 – Longing (con Bob Mintzer)
- 2001 – Adventures in Jazz (con Herbie Mann, Pat Martino, Billy Kilson e Randy Brecker)
- 2002 – Farfalle (con Pietro Tonolo, Paolo Birro e Pietro Ciancaglini)
- 2006 – Your Songs (con Pietro Tonolo, Steve Swallow)
- 2012 – We Are Together Again (con Pat Martino)

Collaborazioni principali
- 1989 – Music
- 1992 – Standards and Other Songs
- 1992 – Secret Story
- 2002 – Beyond Words
- 2006 – Surprise
- 2007 – Abbey Sings Abbey